# Józef Wiatr

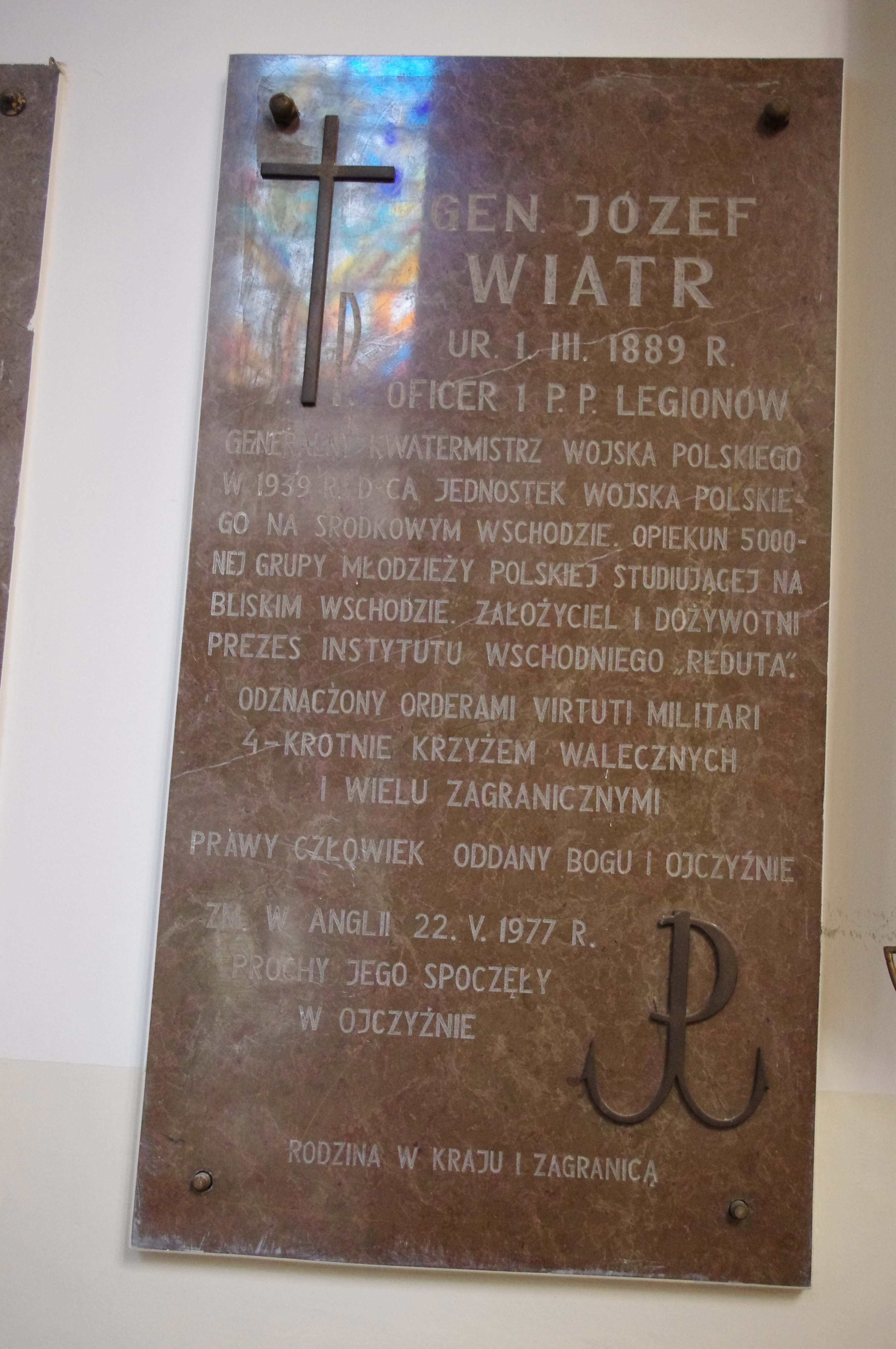
Tablica upamiętniająca Józefa Wiatra w Kościele św. Stanisława Kostki w Warszawie

Józef Albin Wiatr (ur. 25 lipca 1889 w Sidzinie, zm. 22 maja 1977 w Farnborough) – generał brygady Polskich Sił Zbrojnych, kawaler Orderu Virtuti Militari.

## Życiorys
Urodził się 25 lipca 1889 w Sidzinie, w rodzinie Ludwika i Marii z Koprowskich. Ukończył gimnazjum i Akademię Handlową w Krakowie oraz uzyskał absolutorium na wydziale prawa Uniwersytetu Jagiellońskiego. Przed I wojną światową był członkiem Polskich Drużyn Strzeleckich. W okresie od 4 sierpnia 1914 do lipca 1917 służył w I batalionie 1 pułku piechoty Legionów Polskich. Po kryzysie przysięgowym w 1917 wcielony został do armii austro-węgierskiej i wysłany na front włoski. Od lutego 1918 pełnił funkcję komendanta obwodu i czasowo okręgu krakowskiego Polskiej Organizacji Wojskowej.
Od listopada 1918 w Wojsku Polskim. Listopad 1918 – marzec 1919 adiutant batalionu Odsieczy Lwowa, a potem 5 pułku piechoty Legionów. Marzec – lipiec 1919 adiutant I Brygady Piechoty Legionów. Lipiec 1919 – styczeń 1920 szef gabinetu I wiceministra Spraw Wojskowych. W latach 1919–1921 słuchacz II Kursu Wojennego Wojennej Szkoły Sztabu Generalnego. Kwiecień 1920 – styczeń 1921 szef Oddziału IV Sztabu 3 Armii na froncie bolszewickim. Od stycznia 1921 był oficerem Oddziału IV Sztabu Generalnego WP.
W październiku 1927 mianowany został dowódcą II batalionu 4 pułku Strzelców Podhalańskich w Cieszynie. 26 kwietnia 1928 roku wyznaczony został na stanowisko zastępcy dowódcy 75 pułku piechoty w Chorzowie. 5 listopada 1928 roku otrzymał przeniesienie do składu osobowego II zastępcy szefa Sztabu Generalnego. Lipiec 1929 – październik 1934 dowódca pułku KOP „Wilejka”. Awansowany na pułkownika ze starszeństwem z dniem 1 stycznia 1934 i 6. lokatą w korpusie oficerów piechoty. Październik 1934 – styczeń 1936 dowódca 86 pułku piechoty w Mołodecznie. Styczeń 1936 – wrzesień 1939 szef Oddziału I Sztabu Głównego WP. Pod jego kierownictwem został opracowany plan mobilizacyjny „W”. W kampanii wrześniowej 1939 pełnił służbę na stanowisku generalnego kwatermistrza – III zastępcy szefa Sztabu Naczelnego Wodza.
Po agresji ZSRR na Polskę przeszedł wraz ze sztabem Naczelnego Wodza granicę polsko-rumuńską. Zbiegł z internowania i przedostał się na Bliski Wschód. Początkowo w Ośrodku Zapasowym Samodzielnej Brygady Strzelców Karpackich w Palestynie. Wrzesień 1942 – sierpień 1943 dowódca Etapów Armii Polskiej na Wschodzie. Sierpień 1943 – luty 1944 dowódca Bazy i Etapów Armii Polskiej na Wschodzie. Luty 1944 – marzec 1945 Generalny Kwatermistrz Armii Polskiej na Wschodzie. Marzec 1945 – 1947 dowódca Jednostek Wojskowych na Środkowym Wschodzie. Z ramienia Ligi Niepodległości Polski wszedł do pozostającej w opozycji do Prezydenta RP Augusta Zaleskiego, utworzonej w 1954 roku Tymczasowej Rady Jedności Narodowej. Po przybyciu do Wielkiej Brytanii i demobilizacji osiadł w Londynie.
Od 24 kwietnia 1918 był mężem Zofii z Szumińskich.
Pochowany na cmentarzu Powązkowskim (kwatera 315a pod murem-1-4).

## Awanse
- chorąży – 1 stycznia 1917[11]
- podporucznik
- porucznik
- kapitan
- major – zweryfikowany ze starszeństwem z dniem 1 czerwca 1919
- podpułkownik – 12 kwietnia 1927 ze starszeństwem z dniem 1 stycznia 1927 i 43. lokatą w korpusie oficerów piechoty
- pułkownik – ze starszeństwem z dniem 1 stycznia 1934 i 6. lokatą w korpusie oficerów piechoty[8]
- generał brygady – 1 stycznia 1943

## Ordery i odznaczenia
- Krzyż Srebrny Orderu Wojskowego Virtuti Militari nr 4785[3][1] – 1921[12]
- Krzyż Komandorski Orderu Odrodzenia Polski
- Krzyż Niepodległości (20 stycznia 1931)[13]
- Krzyż Oficerski Orderu Odrodzenia Polski (11 listopada 1937)[14]
- Krzyż Kawalerski Orderu Odrodzenia Polski (9 listopada 1932)[15]
- Krzyż Walecznych (czterokrotnie)[3]
- Złoty Krzyż Zasługi z Mieczami
- Złoty Krzyż Zasługi (14 października 1934)[16]
- Medal Pamiątkowy za Wojnę 1918–1921[3]
- Medal Dziesięciolecia Odzyskanej Niepodległości[3]
- Srebrny Medal za Długoletnią Służbę[3]
- Brązowy Medal za Długoletnią Służbę[3]
- Krzyż Oficerski Orderu Legii Honorowej (Francja)[3]
- Krzyż Oficerski Orderu Świętego Sawy (Jugosławia)[3]